# Burg Puilaurens
Die Burg Puilaurens ist die Ruine einer Befestigungsanlage in Südfrankreich. Sie befindet sich auf dem Gebiet der Gemeinde Puilaurens im Département Aude. Die Höhenburg vom Typ der Kammburg steht auf einer Felsspitze steil oberhalb des Boulzanetals.

## Geschichte

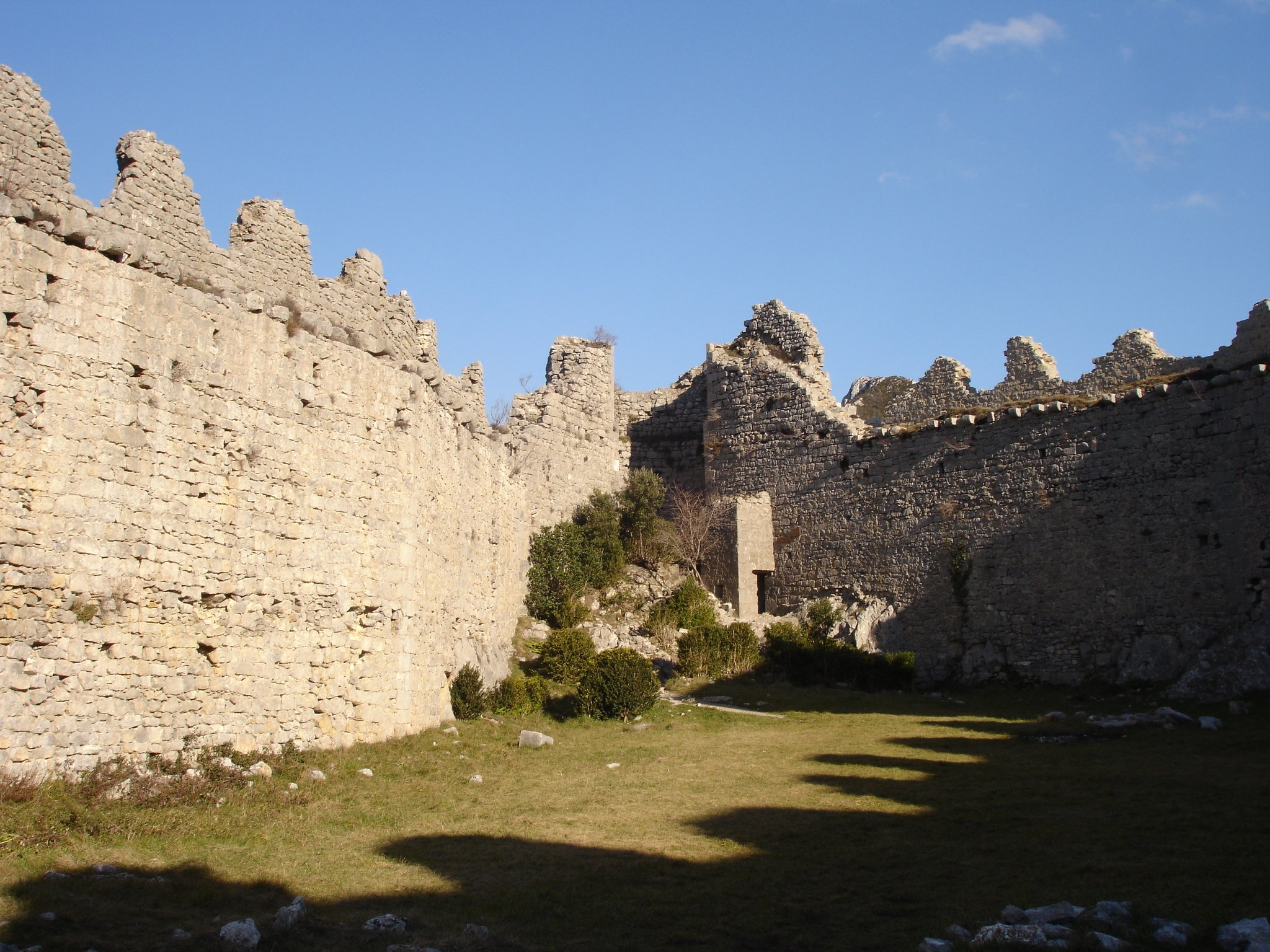
Innenansicht Puilaurens

Als Teil des aragonischen Königreichs lag die Burg außerhalb des Gebietes, das von den Kreuzrittern während des Albigenserkreuzzugs verwüstet wurde. Wie die Burg Quéribus diente sie als Rückzugsmöglichkeit für solche Menschen, die vor den Kreuzrittern flüchteten, das heißt Katharer und sogenannte „Verwirkte“, Personen, die durch ihren Widerstand gegen die Kreuzritter ihr Eigentum verloren hatten. Unter ihnen befanden sich viele hochgestellte Persönlichkeiten, wie zum Beispiel Guillaume de Peyrepertuse.
Im 13. Jahrhundert gehörte die Anlage der Familie Fenouillet. Bis zum Ende der Kreuzzüge widerstand sie unter Pierre Catala und Guillaume de Peyrepertuse allen Angriffen der Kreuzritter unter Simon IV. de Montfort. Nach Pierres Tod wurde sein Sohn Roger Catala der neue Eigentümer. Der letzte Befehlshaber war Chabert de Barbaira, der als letzter die Katharer verteidigte und zur selben Zeit wie Quéribus kapitulierte.
Puilaurens wurde zu einem unbekannten Zeitpunkt vor 1255 an die Franzosen abgetreten. 1258 wurde der Besitz durch die französische Krone im Vertrag von Corbeil bestätigt und die Grenze der Krone Aragon nach Süden verlegt. Es ist anzunehmen, dass wesentliche Teile der bis heute erhaltenen Burganlage erst nach den Katharerkreuzzügen in der Mitte des 13. Jahrhunderts unter französischer Herrschaft entstanden sind.
Die Burg wurde 1635 von spanischen Truppen erobert. Ihre strategische Bedeutung verlor sie 1659 mit den Pyrenäenfrieden. Die Grenze zwischen Spanien und Frankreich wurde auf den Kammrücken der Pyrenäen verlegt, wo sie heute noch verläuft. Damit bedeutungslos geworden, wurde die Burg im 17. Jahrhundert aufgegeben. Seit 1902 steht sie als Monument historique unter Denkmalschutz.

## Militärische Anlage

Grundriss der Burganlage

Puilaurens ist das Musterbeispiel einer militärischen Festung, die im Laufe der Jahrhunderte umgebaut und verstärkt wurde. Es war nicht einfach, diese Burg überraschend anzugreifen, denn riesige Felswände zwangen den Angreifer dazu, sich in Reichweite von Wurfgeschossen ihrem Ziel zu nähern. Erschwerend kam hinzu, dass das letzte Stück des Zugangsweges im Zick-Zack geführt und von Mauern geschützt war, eine Besonderheit. Wenn der Angreifer dennoch bis zum befestigten Tor vordringen konnte, erwarteten ihn Pfeile, die durch versteckte Schießscharten abgefeuert wurden. Der erste von der Mauer umringte Hof beschützte einen zweiten noch stärker befestigten Wall. Der viereckige Bergfried thront über der gesamten Befestigungsanlage. Im Südwesten wacht der gut erhaltene Turm der weißen Dame über die Zugangswege und deren Hindernisse. Eine weitere Besonderheit ist der in die Wand gebohrte Stimmenübertragungsschacht, der eine Verständigung über zwei Etagen ermöglichte.

## Legenden um die Burg

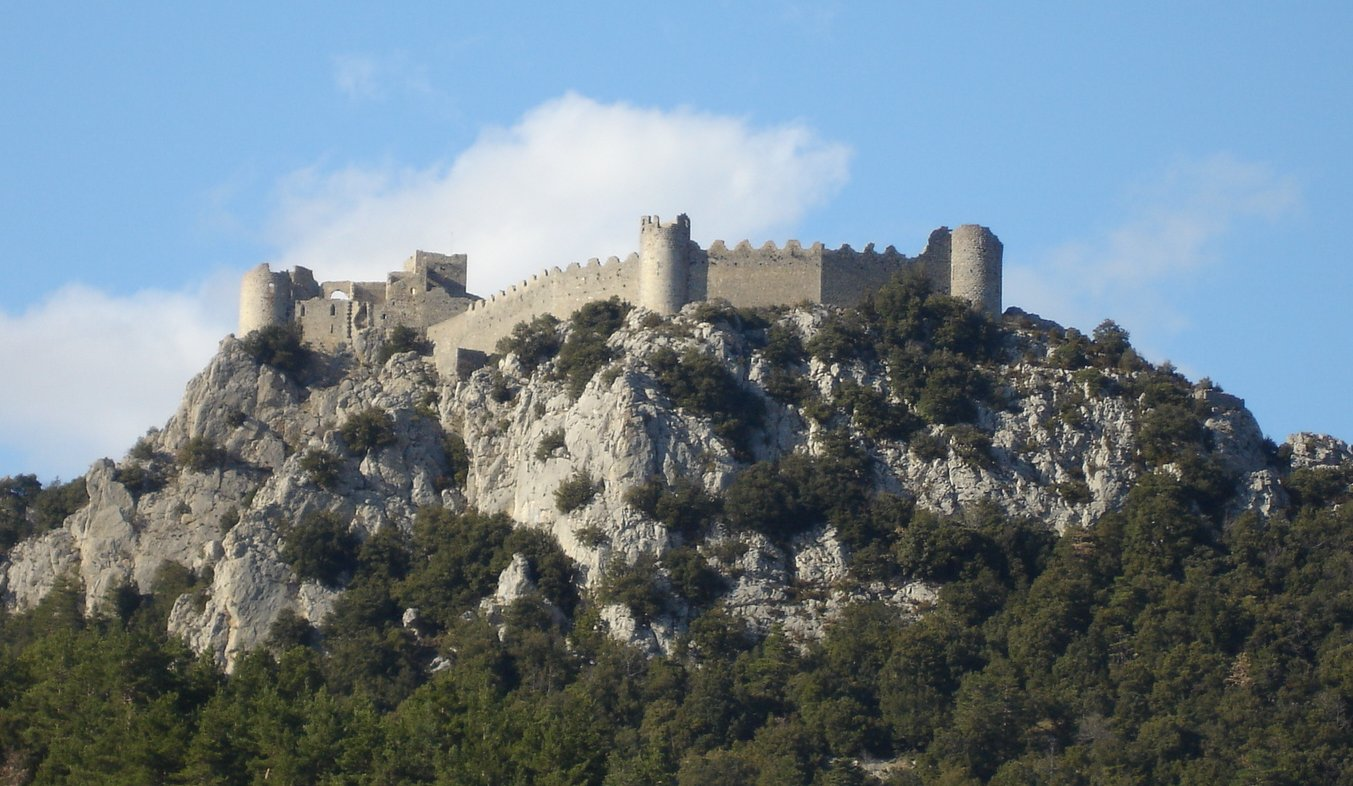
Lage der Burg

Eine Legende erzählt, dass die sogenannte „Weiße Dame“, Großnichte Philipps des Schönen, in trüben Nächten kommt und ihre Nebelschleier über dem Rundgang der abgerissenen Festungsmauer wallen lässt.